# Perenethis fascigera
Perenethis fascigera là một loài nhện trong họ Pisauridae.
Loài này thuộc chi Perenethis. Perenethis fascigera được Friedrich Wilhelm Bösenberg & Embrik Strand miêu tả năm 1906.